# 比赞
比赞（法語：Buzeins）是法国阿韦龙省的一个旧市镇，属于米约区。

## 地理
比赞（44°22'24"N, 2°58'17"E）面积21.59 平方千米，位于法国奧克西塔尼大區阿韦龙省，该省份为法国南部内陆省份，位于法國中央高原南部，北起顺时针与康塔爾省、洛泽尔省、加尔省、埃罗省、塔恩省、塔恩-加龙省和洛特省接壤。
与比赞接壤的市镇（或旧市镇、城区）包括：阿韦龙省加亚克、勒库勒-普雷万基耶尔、圣马丹德莱讷、圣萨蒂南德莱讷、维默内、拉帕努斯。

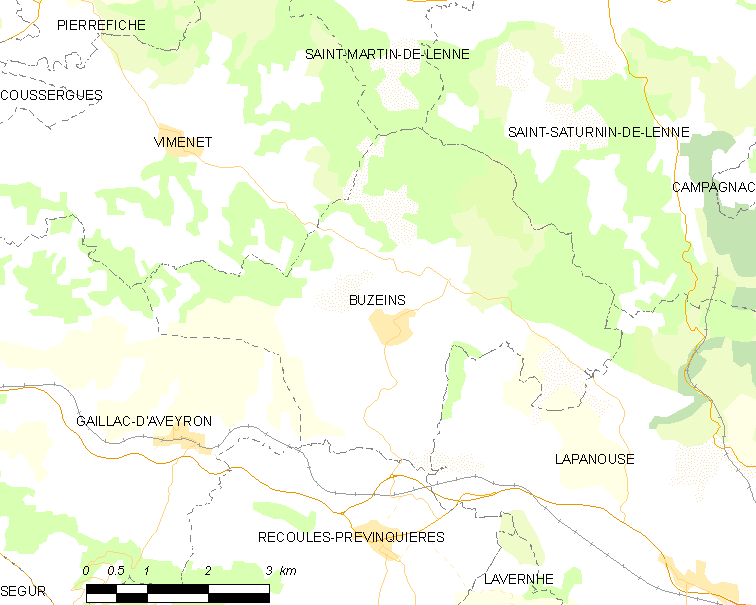
比赞的OSM定位图

比赞的时区为UTC+01:00、UTC+02:00（夏令时）。

## 行政
比赞的邮政编码为12150，INSEE市镇编码为12040。

## 政治
比赞所属的省级选区为塔恩-科斯县。

## 人口

1962-2008年间比赞人口变化图示

比赞于2018年1月1日时的人口数量为186人。